# English Football League Championship 2025-26
La EFL Championship 2025-26 es la vigésima segunda edición de la segunda categoría futbolística de Inglaterra.
Un total de 24 equipos participan en la competición, incluyendo 18 equipos de la temporada anterior, 3 provenientes de la Premier League 2024-25 y 3 provenientes de la EFL One 2024-25.

## Formato
- Ascenso: transcurridas las 46 jornadas los equipos ubicados en las casillas 1.° y 2.° de la tabla, ascenderán de forma automática.
- Play-Offs de Ascenso: transcurridas las 46 jornadas los equipos ubicados en las casillas 3.°, 4.°, 5.° y 6.° de la tabla, accederán a los Play-Offs por el tercer ascenso.
- Descenso: transcurridas las 46 jornadas los equipos ubicados en las casillas 22.°, 23.° y 24.° de la tabla, descenderán de forma automática.

## Relevos
| Pos.  | Ascendidos a Premier League |
| ----- | --------------------------- |
| 1.º   | Leeds United                |
| 2.º   | Burnley                     |
| Prom. | Sunderland                  |

| Pos. | Descendidos de Premier League |
| ---- | ----------------------------- |
| 18.º | Leicester City                |
| 19.º | Ipswich Town                  |
| 20.º | Southampton                   |

| Pos.  | Ascendidos de EFL One |
| ----- | --------------------- |
| 1.º   | Birmingham City       |
| 2.º   | Wrexham               |
| Prom. | Charlton Athletic     |

| Pos. | Descendidos a EFL One |
| ---- | --------------------- |
| 22.º | Luton Town            |
| 23.º | Plymouth Argyle       |
| 24.º | Cardiff City          |

## Información
| Equipo               | Ciudad         | Entrenador         | Capitán           | Estadio                | Capacidad | Proveedor Técnico | Patrocinador Principal                    | Patrocinador Secundario             |
| -------------------- | -------------- | ------------------ | ----------------- | ---------------------- | --------- | ----------------- | ----------------------------------------- | ----------------------------------- |
| Birmingham City      | Birmingham     | Chris Davies       | Krystian Bielik   | St Andrew's            | 29 409    | Nike              | Undefeated                                |                                     |
| Blackburn Rovers     | Blackburn      | Valérien Ismaël    | Lewis Travis      | Ewood Park             | 31 367    | Macron            | Watson Ramsbottom Solicitors              |                                     |
| Bristol City         | Bristol        | Gerhard Struber    | Jason Knight      | Ashton Gate Stadium    | 27 000    | O'Neills          | Huboo                                     |                                     |
| Charlton Athletic    | Londres        | Nathan Jones       | Greg Docherty     | The Valley             | 27 111    | Reebok            | RSK Group (local)                         | University of Greenwich (Visitante) |
| Coventry City        | Coventry       | Frank Lampard      | Ben Sheaf         | Building Society Arena | 29 409    | Hummel            | Monzo Bank                                |                                     |
| Derby County         | Derby          | John Eustace       | Ebou Adams        | Pride Park Stadium     | 33 597    | Puma              | FanHub                                    |                                     |
| Hull City            | Hull           | Sergej Jakirović   | Lewie Coyle       | MKM Stadium            | 25 586    | Kappa             | Corendon Airlines                         | Efes Beverage Group                 |
| Ipswich Town         | Ipswich        | Kieran McKenna     | Dara O'Shea       | Portman Road           | 30 311    | Umbro             | Ed Sheeran                                | HaloITSM                            |
| Leicester City       | Leicester      | Martí Cifuentes    | Vacante           | King Power Stadium     | 32 262    | Adidas            | BC.GAME                                   | Sabeco Brewery                      |
| Middlesbrough        | Middlesbrough  | Rob Edwards        | Vacante           | Riverside Stadium      | 34 742    | Erreà             | Unibet                                    | Host and Stay                       |
| Millwall             | Londres        | Alex Neil          | Vacante           | The Den                | 20 146    | Erreà             | MyGuava                                   | Masons Scaffolding                  |
| Norwich City         | Norwich        | Liam Manning       | Kenny McLean      | Carrow Road            | 27 359    | Joma              | Blakely                                   | AEC Illuminazione                   |
| Oxford United        | Oxford         | Gary Rowett        | Elliott Moore     | Kassam Stadium         | 12 500    | Macron            | Baxi                                      |                                     |
| Portsmouth           | Portsmouth     | John Mousinho      | Marlon Pack       | Fratton Park           | 21 100    | Nike              | University of Portsmouth                  |                                     |
| Preston North End    | Preston        | Paul Heckingbottom | Benjamin Whiteman | Deepdale               | 23 404    | Castore           | PAR Group                                 | PAR Group                           |
| Queens Park Rangers  | Londres        | Julien Stéphan     | Jimmy Dunne       | Loftus Road            | 18 439    | Erreà             | CopyBet                                   |                                     |
| Sheffield United     | Sheffield      | Rubén Sellés       | Jack Robinson     | Bramall Lane           | 32 050    | Erreà             |                                           | Gtech                               |
| Sheffield Wednesday  | Sheffield      | Henrik Pedersen    | Barry Bannan      | Hillsborough Stadium   | 39 732    | Macron            | Mockba Modular                            |                                     |
| Southampton          | Southampton    | Will Still         | Jack Stephens     | St Mary's Stadium      | 32 384    | Puma              | Rollbit                                   | P&O Cruises                         |
| Stoke City           | Stoke-on-Trent | Mark Robins        | Ben Gibson        | Bet365 Stadium         | 30 089    | Macron            | Bet365                                    |                                     |
| Swansea City         | Swansea        | Alan Sheehan       | Ben Cabango       | Liberty Stadium        | 21 088    | Joma              | Reviva Coffee (local y tercero) Westacres |                                     |
| Watford              | Watford        | Paulo Pezzolano    | Daniel Bachmann   | Vicarage Road          | 22 200    | Kelme             | MrQ.com                                   | Corpay                              |
| West Bromwich Albion | West Bromwich  | Ryan Mason         | Jed Wallace       | The Hawthorns          | 26 850    | Macron            | Ideal Heating                             |                                     |
| Wrexham              | Wrexham        | Phil Parkinson     | James McClean     | Racecourse Ground      | 15 550    | Macron            | United Airlines                           |                                     |

### Cambios de entrenadores
| Equipo               | Entrenador (Jornadas) | Fecha de vacante    | Tipo de salida              | Posición en la tabla | Entrenador entrante | Fecha de nombramiento |
| -------------------- | --------------------- | ------------------- | --------------------------- | -------------------- | ------------------- | --------------------- |
| Watford              | Tom Cleverley         | 6 de mayo de 2025   | Destitución                 | Pretemporada         | Paulo Pezzolano     | 13 de mayo de 2025    |
| Hull City            | Rubén Sellés          | 15 de mayo de 2025  | Destitución                 | Pretemporada         | Sergej Jakirović    | 11 de junio de 2025   |
| Southampton          | Simon Rusk            | 25 de mayo de 2025  | Fin de interinidad          | Pretemporada         | Will Still          | 25 de mayo de 2025    |
| West Bromwich Albion | James Morrison        | 2 de junio de 2025  | Fin de interinidad          | Pretemporada         | Ryan Mason          | 2 de junio de 2025    |
| Norwich City         | Jack Wilshere         | 3 de junio de 2025  | Fin de interinidad          | Pretemporada         | Liam Manning        | 3 de junio de 2025    |
| Bristol City         | Liam Manning          | 3 de junio de 2025  | Contratado por Norwich City | Pretemporada         | Gerhard Struber     | 19 de junio de 2025   |
| Middlesbrough        | Michael Carrick       | 4 de junio de 2025  | Destitución                 | Pretemporada         | Rob Edwards         | 24 de junio de 2025   |
| Sheffield United     | Chris Wilder          | 18 de junio de 2025 | Mutuo acuerdo               | Pretemporada         | Rubén Sellés        | 18 de junio de 2025   |
| Queens Park Rangers  | Martí Cifuentes       | 24 de junio de 2025 | Mutuo acuerdo               | Pretemporada         | Julien Stéphan      | 25 de junio de 2025   |
| Leicester City       | Ruud van Nistelrooy   | 27 de junio de 2025 | Mutuo acuerdo               | Pretemporada         | Martí Cifuentes     | 15 de julio de 2025   |
| Sheffield Wednesday  | Danny Röhl            | 29 de julio de 2025 | Mutuo acuerdo               | Pretemporada         | Henrik Pedersen     | 31 de julio de 2025   |

## Localización
| Condado                     | N.º | Equipos                                               |
| --------------------------- | --- | ----------------------------------------------------- |
| Gran Londres                | 3   | Charlton Athletic, Millwall y Queens Park Rangers     |
| Tierras Medias Occidentales | 3   | Birmingham City, Coventry City y West Bromwich Albion |
| Hampshire                   | 2   | Portsmouth y Southampton                              |
| Lancashire                  | 2   | Blackburn Rovers y Preston North End                  |
| Yorkshire del Sur           | 2   | Sheffield United y Sheffield Wednesday                |
| Bristol                     | 1   | Bristol City                                          |
| Derbyshire                  | 1   | Derby County                                          |
| Hertfordshire               | 1   | Watford                                               |
| Leicestershire              | 1   | Leicester City                                        |
| Norfolk                     | 1   | Norwich City                                          |
| Oxfordshire                 | 1   | Oxford United                                         |
| Staffordshire               | 1   | Stoke City                                            |
| Suffolk                     | 1   | Ipswich Town                                          |
| Yorkshire del Este          | 1   | Hull City                                             |
| Yorkshire del Norte         | 1   | Middlesbrough                                         |

#### Condados preservados de Gales
| Condado             | N.º | Equipos      |
| ------------------- | --- | ------------ |
| Clwyd               | 1   | Wrexham      |
| Glamorgan del Oeste | 1   | Swansea City |

## Desarrollo

### Clasificación
| Pos. | Equipo               | Pts. | PJ | G | E | P | GF | GC | Dif. | Clasificación o descenso                 |
| ---- | -------------------- | ---- | -- | - | - | - | -- | -- | ---- | ---------------------------------------- |
| 1    | Stoke City           | 6    | 2  | 2 | 0 | 0 | 6  | 1  | +5   | Ascenso a la Premier League              |
| 2    | Middlesbrough        | 6    | 2  | 2 | 0 | 0 | 4  | 0  | +4   | Ascenso a la Premier League              |
| 3    | West Bromwich Albion | 6    | 2  | 2 | 0 | 0 | 4  | 2  | +2   | Play-offs de ascenso a la Premier League |
| 4    | Bristol City         | 4    | 2  | 1 | 1 | 0 | 4  | 1  | +3   | Play-offs de ascenso a la Premier League |
| 5    | Coventry City        | 4    | 2  | 1 | 1 | 0 | 5  | 3  | +2   | Play-offs de ascenso a la Premier League |
| 6    | Birmingham City      | 4    | 2  | 1 | 1 | 0 | 3  | 2  | +1   | Play-offs de ascenso a la Premier League |
| 7    | Preston North End    | 4    | 2  | 1 | 1 | 0 | 3  | 2  | +1   |                                          |
| 8    | Southampton          | 4    | 2  | 1 | 1 | 0 | 3  | 2  | +1   |                                          |
| 9    | Hull City            | 4    | 2  | 1 | 1 | 0 | 3  | 2  | +1   |                                          |
| 10   | Charlton Athletic    | 4    | 2  | 1 | 1 | 0 | 1  | 0  | +1   |                                          |
| 11   | Norwich City         | 3    | 2  | 1 | 0 | 1 | 3  | 3  | 0    |                                          |
| 12   | Leicester City       | 3    | 2  | 1 | 0 | 1 | 3  | 3  | 0    |                                          |
| 13   | Portsmouth           | 3    | 2  | 1 | 0 | 1 | 2  | 2  | 0    |                                          |
| 14   | Watford              | 3    | 2  | 1 | 0 | 1 | 2  | 2  | 0    |                                          |
| 15   | Swansea City         | 3    | 2  | 1 | 0 | 1 | 1  | 1  | 0    |                                          |
| 16   | Millwall             | 3    | 2  | 1 | 0 | 1 | 2  | 4  | −2   |                                          |
| 17   | Ipswich Town         | 2    | 2  | 0 | 2 | 0 | 2  | 2  | 0    |                                          |
| 18   | Queens Park Rangers  | 1    | 2  | 0 | 1 | 1 | 2  | 3  | −1   |                                          |
| 19   | Wrexham              | 0    | 2  | 0 | 0 | 2 | 3  | 5  | −2   |                                          |
| 20   | Oxford United        | 0    | 2  | 0 | 0 | 2 | 2  | 4  | −2   |                                          |
| 21   | Blackburn Rovers     | 0    | 2  | 0 | 0 | 2 | 1  | 3  | −2   |                                          |
| 22   | Derby County         | 0    | 2  | 0 | 0 | 2 | 4  | 8  | −4   | Descenso a la League One                 |
| 23   | Sheffield Wednesday  | 0    | 2  | 0 | 0 | 2 | 1  | 5  | −4   | Descenso a la League One                 |
| 24   | Sheffield United     | 0    | 2  | 0 | 0 | 2 | 1  | 5  | −4   | Descenso a la League One                 |

Actualizado a los partidos jugados el 17 de agosto de 2025.
 Fuente: EFL Championship

### Evolución de la clasificación
| Equipo               | 01 | 02 | 03 | 04 | 05 | 06 | 07 | 08 | 09 | 10 | 11 | 12 | 13 | 14 | 15 | 16 | 17 | 18 | 19 | 20 | 21 | 22 | 23 | 24 | 25 | 26 | 27 | 28 | 29 | 30 | 31 | 32 | 33 | 34 | 35 | 36 | 37 | 38 | 39 | 40 | 41 | 42 | 43 | 44 | 45 | 46 |
| Equipo               |    |    |    |    |    |    |    |    |    |    |    |    |    |    |    |    |    |    |    |    |    |    |    |    |    |    |    |    |    |    |    |    |    |    |    |    |    |    |    |    |    |    |    |    |    |    |
| -------------------- | -- | -- | -- | -- | -- | -- | -- | -- | -- | -- | -- | -- | -- | -- | -- | -- | -- | -- | -- | -- | -- | -- | -- | -- | -- | -- | -- | -- | -- | -- | -- | -- | -- | -- | -- | -- | -- | -- | -- | -- | -- | -- | -- | -- | -- | -- |
| Stoke City           | 2  | 1  |    |    |    |    |    |    |    |    |    |    |    |    |    |    |    |    |    |    |    |    |    |    |    |    |    |    |    |    |    |    |    |    |    |    |    |    |    |    |    |    |    |    |    |    |
| Middlesbrough        | 8  | 2  |    |    |    |    |    |    |    |    |    |    |    |    |    |    |    |    |    |    |    |    |    |    |    |    |    |    |    |    |    |    |    |    |    |    |    |    |    |    |    |    |    |    |    |    |
| West Bromwich Albion | 9  | 3  |    |    |    |    |    |    |    |    |    |    |    |    |    |    |    |    |    |    |    |    |    |    |    |    |    |    |    |    |    |    |    |    |    |    |    |    |    |    |    |    |    |    |    |    |
| Bristol City         | 1  | 4  |    |    |    |    |    |    |    |    |    |    |    |    |    |    |    |    |    |    |    |    |    |    |    |    |    |    |    |    |    |    |    |    |    |    |    |    |    |    |    |    |    |    |    |    |
| Coventry City        | 14 | 5  |    |    |    |    |    |    |    |    |    |    |    |    |    |    |    |    |    |    |    |    |    |    |    |    |    |    |    |    |    |    |    |    |    |    |    |    |    |    |    |    |    |    |    |    |
| Birmingham City      | 12 | 6  |    |    |    |    |    |    |    |    |    |    |    |    |    |    |    |    |    |    |    |    |    |    |    |    |    |    |    |    |    |    |    |    |    |    |    |    |    |    |    |    |    |    |    |    |
| Preston North End    | 11 | 7  |    |    |    |    |    |    |    |    |    |    |    |    |    |    |    |    |    |    |    |    |    |    |    |    |    |    |    |    |    |    |    |    |    |    |    |    |    |    |    |    |    |    |    |    |
| Southampton          | 5  | 8  |    |    |    |    |    |    |    |    |    |    |    |    |    |    |    |    |    |    |    |    |    |    |    |    |    |    |    |    |    |    |    |    |    |    |    |    |    |    |    |    |    |    |    |    |
| Hull City            | 15 | 9  |    |    |    |    |    |    |    |    |    |    |    |    |    |    |    |    |    |    |    |    |    |    |    |    |    |    |    |    |    |    |    |    |    |    |    |    |    |    |    |    |    |    |    |    |
| Charlton Athletic    | 7  | 10 |    |    |    |    |    |    |    |    |    |    |    |    |    |    |    |    |    |    |    |    |    |    |    |    |    |    |    |    |    |    |    |    |    |    |    |    |    |    |    |    |    |    |    |    |
| Norwich City         | 18 | 11 |    |    |    |    |    |    |    |    |    |    |    |    |    |    |    |    |    |    |    |    |    |    |    |    |    |    |    |    |    |    |    |    |    |    |    |    |    |    |    |    |    |    |    |    |
| Leicester City       | 4  | 12 |    |    |    |    |    |    |    |    |    |    |    |    |    |    |    |    |    |    |    |    |    |    |    |    |    |    |    |    |    |    |    |    |    |    |    |    |    |    |    |    |    |    |    |    |
| Portsmouth           | 6  | 13 |    |    |    |    |    |    |    |    |    |    |    |    |    |    |    |    |    |    |    |    |    |    |    |    |    |    |    |    |    |    |    |    |    |    |    |    |    |    |    |    |    |    |    |    |
| Watford              | 22 | 14 |    |    |    |    |    |    |    |    |    |    |    |    |    |    |    |    |    |    |    |    |    |    |    |    |    |    |    |    |    |    |    |    |    |    |    |    |    |    |    |    |    |    |    |    |
| Swansea City         | 21 | 15 |    |    |    |    |    |    |    |    |    |    |    |    |    |    |    |    |    |    |    |    |    |    |    |    |    |    |    |    |    |    |    |    |    |    |    |    |    |    |    |    |    |    |    |    |
| Millwall             | 3  | 16 |    |    |    |    |    |    |    |    |    |    |    |    |    |    |    |    |    |    |    |    |    |    |    |    |    |    |    |    |    |    |    |    |    |    |    |    |    |    |    |    |    |    |    |    |
| Ipswich Town         | 10 | 17 |    |    |    |    |    |    |    |    |    |    |    |    |    |    |    |    |    |    |    |    |    |    |    |    |    |    |    |    |    |    |    |    |    |    |    |    |    |    |    |    |    |    |    |    |
| Queens Park Rangers  | 13 | 18 |    |    |    |    |    |    |    |    |    |    |    |    |    |    |    |    |    |    |    |    |    |    |    |    |    |    |    |    |    |    |    |    |    |    |    |    |    |    |    |    |    |    |    |    |
| Wrexham              | 17 | 19 |    |    |    |    |    |    |    |    |    |    |    |    |    |    |    |    |    |    |    |    |    |    |    |    |    |    |    |    |    |    |    |    |    |    |    |    |    |    |    |    |    |    |    |    |
| Oxford United        | 20 | 20 |    |    |    |    |    |    |    |    |    |    |    |    |    |    |    |    |    |    |    |    |    |    |    |    |    |    |    |    |    |    |    |    |    |    |    |    |    |    |    |    |    |    |    |    |
| Blackburn Rovers     | 19 | 21 |    |    |    |    |    |    |    |    |    |    |    |    |    |    |    |    |    |    |    |    |    |    |    |    |    |    |    |    |    |    |    |    |    |    |    |    |    |    |    |    |    |    |    |    |
| Derby County         | 23 | 22 |    |    |    |    |    |    |    |    |    |    |    |    |    |    |    |    |    |    |    |    |    |    |    |    |    |    |    |    |    |    |    |    |    |    |    |    |    |    |    |    |    |    |    |    |
| Sheffield Wednesday  | 16 | 23 |    |    |    |    |    |    |    |    |    |    |    |    |    |    |    |    |    |    |    |    |    |    |    |    |    |    |    |    |    |    |    |    |    |    |    |    |    |    |    |    |    |    |    |    |
| Sheffield United     | 24 | 24 |    |    |    |    |    |    |    |    |    |    |    |    |    |    |    |    |    |    |    |    |    |    |    |    |    |    |    |    |    |    |    |    |    |    |    |    |    |    |    |    |    |    |    |    |

## Resultados
- Todos los horarios corresponden al huso horario del Reino Unido (Hora de Europa Occidental): UTC+0 en horario estándar y UTC+1 en horario de verano.

### Primera vuelta
| Birmingham City      | 1 – 1 | Ipswich Town        | St Andrew's            | 8 de agosto  | 20:00 |
| Southampton          | 2 – 1 | Wrexham             | St Mary's Stadium      | 9 de agosto  | 12:30 |
| Coventry City        | 0 – 0 | Hull City           | Building Society Arena | 9 de agosto  | 12:30 |
| Charlton Athletic    | 1 – 0 | Watford             | The Valley             | 9 de agosto  | 12:30 |
| West Bromwich Albion | 1 – 0 | Blackburn Rovers    | The Hawthorns          | 9 de agosto  | 15:00 |
| Norwich City         | 1 – 2 | Millwall            | Carrow Road            | 9 de agosto  | 15:00 |
| Oxford United        | 0 – 1 | Portsmouth          | Kassam Stadium         | 9 de agosto  | 15:00 |
| Stoke City           | 3 – 1 | Derby County        | Bet365 Stadium         | 9 de agosto  | 15:00 |
| Middlesbrough        | 1 – 0 | Swansea City        | Riverside Stadium      | 9 de agosto  | 15:00 |
| Queens Park Rangers  | 1 – 1 | Preston North End   | Loftus Road            | 9 de agosto  | 15:00 |
| Sheffield United     | 1 – 4 | Bristol City        | Bramall Lane           | 9 de agosto  | 17:30 |
| Leicester City       | 2 – 1 | Sheffield Wednesday | King Power Stadium     | 10 de agosto | 16:30 |

| Derby County        | 3 – 5 | Coventry City        | Pride Park Stadium   | 16 de agosto | 12:30 |
| Portsmouth          | 1 – 2 | Norwich City         | Fratton Park         | 16 de agosto | 12:30 |
| Wrexham             | 2 – 3 | West Bromwich Albion | Racecourse Ground    | 16 de agosto | 12:30 |
| Blackburn Rovers    | 1 – 2 | Birmingham City      | Ewood Park           | 16 de agosto | 15:00 |
| Bristol City        | 0 – 0 | Charlton Athletic    | Ashton Gate Stadium  | 16 de agosto | 15:00 |
| Millwall            | 0 – 3 | Middlesbrough        | The Den              | 16 de agosto | 15:00 |
| Preston North End   | 2 – 1 | Leicester City       | Deepdale             | 16 de agosto | 15:00 |
| Sheffield Wednesday | 0 – 3 | Stoke City           | Hillsborough Stadium | 16 de agosto | 15:00 |
| Swansea City        | 1 – 0 | Sheffield United     | Liberty Stadium      | 16 de agosto | 15:00 |
| Watford             | 2 – 1 | Queens Park Rangers  | Vicarage Road        | 16 de agosto | 15:00 |
| Ipswich Town        | 1 – 1 | Southampton          | Portman Road         | 17 de agosto | 12:00 |
| Hull City           | 3 – 2 | Oxford United        | MKM Stadium          | 17 de agosto | 15:00 |

| Derby County         | vs. | Bristol City        | Pride Park Stadium     | 22 de agosto | 20:00 |
| Charlton Athletic    | vs. | Leicester City      | The Valley             | 23 de agosto | 12:30 |
| Hull City            | vs. | Blackburn Rovers    | MKM Stadium            | 23 de agosto | 12:30 |
| Swansea City         | vs. | Watford             | Liberty Stadium        | 23 de agosto | 12:30 |
| Birmingham City      | vs. | Oxford United       | St Andrew's            | 23 de agosto | 15:00 |
| Coventry City        | vs. | Queens Park Rangers | Building Society Arena | 23 de agosto | 15:00 |
| Norwich City         | vs. | Middlesbrough       | Carrow Road            | 23 de agosto | 15:00 |
| Preston North End    | vs. | Ipswich Town        | Deepdale               | 23 de agosto | 15:00 |
| Sheffield United     | vs. | Millwall            | Bramall Lane           | 23 de agosto | 15:00 |
| Southampton          | vs. | Stoke City          | St Mary's Stadium      | 23 de agosto | 15:00 |
| West Bromwich Albion | vs. | Portsmouth          | The Hawthorns          | 23 de agosto | 15:00 |
| Wrexham              | vs. | Sheffield Wednesday | Racecourse Ground      | 23 de agosto | 15:00 |

| Leicester City      | vs. | Birmingham City      | King Power Stadium   | 29 de agosto | 20:00 |
| Middlesbrough       | vs. | Sheffield United     | Riverside Stadium    | 30 de agosto | 12:30 |
| Queens Park Rangers | vs. | Charlton Athletic    | Loftus Road          | 30 de agosto | 12:30 |
| Stoke City          | vs. | West Bromwich Albion | Bet365 Stadium       | 30 de agosto | 12:30 |
| Blackburn Rovers    | vs. | Norwich City         | Ewood Park           | 30 de agosto | 15:00 |
| Bristol City        | vs. | Hull City            | Ashton Gate Stadium  | 30 de agosto | 15:00 |
| Ipswich Town        | vs. | Derby County         | Portman Road         | 30 de agosto | 15:00 |
| Millwall            | vs. | Wrexham              | The Den              | 30 de agosto | 15:00 |
| Oxford United       | vs. | Coventry City        | Kassam Stadium       | 30 de agosto | 15:00 |
| Portsmouth          | vs. | Preston North End    | Fratton Park         | 30 de agosto | 15:00 |
| Sheffield Wednesday | vs. | Swansea City         | Hillsborough Stadium | 30 de agosto | 15:00 |
| Watford             | vs. | Southampton          | Vicarage Road        | 30 de agosto | 15:00 |

| Ipswich Town         | vs. | Sheffield United    | Portman Road           | 13 de septiembre | TBD |
| Watford              | vs. | Blackburn Rovers    | Vicarage Road          | 13 de septiembre | TBD |
| Oxford United        | vs. | Leicester City      | Kassam Stadium         | 13 de septiembre | TBD |
| Stoke City           | vs. | Birmingham City     | Bet365 Stadium         | 13 de septiembre | TBD |
| Charlton Athletic    | vs. | Millwall            | The Valley             | 13 de septiembre | TBD |
| Southampton          | vs. | Portsmouth          | St Mary's Stadium      | 13 de septiembre | TBD |
| Sheffield Wednesday  | vs. | Bristol City        | Hillsborough Stadium   | 13 de septiembre | TBD |
| West Bromwich Albion | vs. | Derby County        | The Hawthorns          | 13 de septiembre | TBD |
| Wrexham              | vs. | Queens Park Rangers | Racecourse Ground      | 13 de septiembre | TBD |
| Preston North End    | vs. | Middlesbrough       | Deepdale               | 13 de septiembre | TBD |
| Swansea City         | vs. | Hull City           | Liberty Stadium        | 13 de septiembre | TBD |
| Coventry City        | vs. | Norwich City        | Building Society Arena | 13 de septiembre | TBD |

| Birmingham City     | vs. | Swansea City         | St Andrew's         | 20 de septiembre | TBD |
| Blackburn Rovers    | vs. | Ipswich Town         | Ewood Park          | 20 de septiembre | TBD |
| Bristol City        | vs. | Oxford United        | Ashton Gate Stadium | 20 de septiembre | TBD |
| Derby County        | vs. | Preston North End    | Pride Park Stadium  | 20 de septiembre | TBD |
| Hull City           | vs. | Southampton          | MKM Stadium         | 20 de septiembre | TBD |
| Leicester City      | vs. | Coventry City        | King Power Stadium  | 20 de septiembre | TBD |
| Middlesbrough       | vs. | West Bromwich Albion | Riverside Stadium   | 20 de septiembre | TBD |
| Millwall            | vs. | Watford              | The Den             | 20 de septiembre | TBD |
| Norwich City        | vs. | Wrexham              | Carrow Road         | 20 de septiembre | TBD |
| Portsmouth          | vs. | Sheffield Wednesday  | Fratton Park        | 20 de septiembre | TBD |
| Queens Park Rangers | vs. | Stoke City           | Loftus Road         | 20 de septiembre | TBD |
| Sheffield United    | vs. | Charlton Athletic    | Bramall Lane        | 20 de septiembre | TBD |

| Charlton Athletic    | vs. | Blackburn Rovers    | The Valley             | 27 de septiembre | TBD |
| Coventry City        | vs. | Birmingham City     | Building Society Arena | 27 de septiembre | TBD |
| Ipswich Town         | vs. | Portsmouth          | Portman Road           | 27 de septiembre | TBD |
| Oxford United        | vs. | Sheffield United    | Kassam Stadium         | 27 de septiembre | TBD |
| Preston North End    | vs. | Bristol City        | Deepdale               | 27 de septiembre | TBD |
| Sheffield Wednesday  | vs. | Queens Park Rangers | Hillsborough Stadium   | 27 de septiembre | TBD |
| Southampton          | vs. | Middlesbrough       | St Mary's Stadium      | 27 de septiembre | TBD |
| Stoke City           | vs. | Norwich City        | Bet365 Stadium         | 27 de septiembre | TBD |
| Swansea City         | vs. | Millwall            | Liberty Stadium        | 27 de septiembre | TBD |
| Watford              | vs. | Hull City           | Vicarage Road          | 27 de septiembre | TBD |
| West Bromwich Albion | vs. | Leicester City      | The Hawthorns          | 27 de septiembre | TBD |
| Wrexham              | vs. | Derby County        | Racecourse Ground      | 27 de septiembre | TBD |

| Birmingham City     | vs. | Sheffield Wednesday  | St Andrew's         | 30 de septiembre | TBD |
| Blackburn Rovers    | vs. | Swansea City         | Ewood Park          | 30 de septiembre | TBD |
| Bristol City        | vs. | Ipswich Town         | Ashton Gate Stadium | 30 de septiembre | TBD |
| Derby County        | vs. | Charlton Athletic    | Pride Park Stadium  | 30 de septiembre | TBD |
| Hull City           | vs. | Preston North End    | MKM Stadium         | 30 de septiembre | TBD |
| Leicester City      | vs. | Wrexham              | King Power Stadium  | 30 de septiembre | TBD |
| Middlesbrough       | vs. | Stoke City           | Riverside Stadium   | 30 de septiembre | TBD |
| Millwall            | vs. | Coventry City        | The Den             | 30 de septiembre | TBD |
| Norwich City        | vs. | West Bromwich Albion | Carrow Road         | 30 de septiembre | TBD |
| Portsmouth          | vs. | Watford              | Fratton Park        | 30 de septiembre | TBD |
| Queens Park Rangers | vs. | Oxford United        | Loftus Road         | 30 de septiembre | TBD |
| Sheffield United    | vs. | Southampton          | Bramall Lane        | 30 de septiembre | TBD |

| Blackburn Rovers    | vs. | Stoke City           | Ewood Park           | 4 de octubre | TBD |
| Bristol City        | vs. | Queens Park Rangers  | Ashton Gate Stadium  | 4 de octubre | TBD |
| Derby County        | vs. | Southampton          | Pride Park Stadium   | 4 de octubre | TBD |
| Hull City           | vs. | Sheffield United     | MKM Stadium          | 4 de octubre | TBD |
| Ipswich Town        | vs. | Norwich City         | Portman Road         | 4 de octubre | TBD |
| Millwall            | vs. | West Bromwich Albion | The Den              | 4 de octubre | TBD |
| Portsmouth          | vs. | Middlesbrough        | Fratton Park         | 4 de octubre | TBD |
| Preston North End   | vs. | Charlton Athletic    | Deepdale             | 4 de octubre | TBD |
| Sheffield Wednesday | vs. | Coventry City        | Hillsborough Stadium | 4 de octubre | TBD |
| Swansea City        | vs. | Leicester City       | Liberty Stadium      | 4 de octubre | TBD |
| Watford             | vs. | Oxford United        | Vicarage Road        | 4 de octubre | TBD |
| Wrexham             | vs. | Birmingham City      | Racecourse Ground    | 4 de octubre | TBD |

| Birmingham City      | vs. | Hull City           | St Andrew's            | 18 de octubre | TBD |
| Charlton Athletic    | vs. | Sheffield Wednesday | The Valley             | 18 de octubre | TBD |
| Coventry City        | vs. | Blackburn Rovers    | Building Society Arena | 18 de octubre | TBD |
| Leicester City       | vs. | Portsmouth          | King Power Stadium     | 18 de octubre | TBD |
| Middlesbrough        | vs. | Ipswich Town        | Riverside Stadium      | 18 de octubre | TBD |
| Norwich City         | vs. | Bristol City        | Carrow Road            | 18 de octubre | TBD |
| Oxford United        | vs. | Derby County        | Kassam Stadium         | 18 de octubre | TBD |
| Queens Park Rangers  | vs. | Millwall            | Loftus Road            | 18 de octubre | TBD |
| Sheffield United     | vs. | Watford             | Bramall Lane           | 18 de octubre | TBD |
| Southampton          | vs. | Swansea City        | St Mary's Stadium      | 18 de octubre | TBD |
| Stoke City           | vs. | Wrexham             | Bet365 Stadium         | 18 de octubre | TBD |
| West Bromwich Albion | vs. | Preston North End   | The Hawthorns          | 18 de octubre | TBD |

| Blackburn Rovers    | vs. | Sheffield United     | Ewood Park           | 21 de octubre | TBD |
| Bristol City        | vs. | Southampton          | Ashton Gate Stadium  | 21 de octubre | TBD |
| Derby County        | vs. | Norwich City         | Pride Park Stadium   | 21 de octubre | TBD |
| Hull City           | vs. | Leicester City       | MKM Stadium          | 21 de octubre | TBD |
| Ipswich Town        | vs. | Charlton Athletic    | Portman Road         | 21 de octubre | TBD |
| Millwall            | vs. | Stoke City           | The Den              | 21 de octubre | TBD |
| Portsmouth          | vs. | Coventry City        | Fratton Park         | 21 de octubre | TBD |
| Preston North End   | vs. | Birmingham City      | Deepdale             | 21 de octubre | TBD |
| Sheffield Wednesday | vs. | Middlesbrough        | Hillsborough Stadium | 21 de octubre | TBD |
| Swansea City        | vs. | Queens Park Rangers  | Liberty Stadium      | 21 de octubre | TBD |
| Watford             | vs. | West Bromwich Albion | Vicarage Road        | 21 de octubre | TBD |
| Wrexham             | vs. | Oxford United        | Racecourse Ground    | 21 de octubre | TBD |

| Blackburn Rovers    | vs. | Southampton          | Ewood Park             | 25 de octubre | TBD |
| Bristol City        | vs. | Birmingham City      | Ashton Gate Stadium    | 25 de octubre | TBD |
| Coventry City       | vs. | Watford              | Building Society Arena | 25 de octubre | TBD |
| Derby County        | vs. | Queens Park Rangers  | Pride Park Stadium     | 25 de octubre | TBD |
| Hull City           | vs. | Charlton Athletic    | MKM Stadium            | 25 de octubre | TBD |
| Ipswich Town        | vs. | West Bromwich Albion | Portman Road           | 25 de octubre | TBD |
| Middlesbrough       | vs. | Wrexham              | Riverside Stadium      | 25 de octubre | TBD |
| Millwall            | vs. | Leicester City       | The Den                | 25 de octubre | TBD |
| Portsmouth          | vs. | Stoke City           | Fratton Park           | 25 de octubre | TBD |
| Preston North End   | vs. | Sheffield United     | Deepdale               | 25 de octubre | TBD |
| Sheffield Wednesday | vs. | Oxford United        | Hillsborough Stadium   | 25 de octubre | TBD |
| Swansea City        | vs. | Norwich City         | Liberty Stadium        | 25 de octubre | TBD |

| Birmingham City      | vs. | Portsmouth          | St Andrew's        | 1 de noviembre | TBD |
| Charlton Athletic    | vs. | Swansea City        | The Valley         | 1 de noviembre | TBD |
| Leicester City       | vs. | Blackburn Rovers    | King Power Stadium | 1 de noviembre | TBD |
| Norwich City         | vs. | Hull City           | Carrow Road        | 1 de noviembre | TBD |
| Oxford United        | vs. | Millwall            | Kassam Stadium     | 1 de noviembre | TBD |
| Queens Park Rangers  | vs. | Ipswich Town        | Loftus Road        | 1 de noviembre | TBD |
| Sheffield United     | vs. | Derby County        | Bramall Lane       | 1 de noviembre | TBD |
| Southampton          | vs. | Preston North End   | St Mary's Stadium  | 1 de noviembre | TBD |
| Stoke City           | vs. | Bristol City        | Bet365 Stadium     | 1 de noviembre | TBD |
| Watford              | vs. | Middlesbrough       | Vicarage Road      | 1 de noviembre | TBD |
| West Bromwich Albion | vs. | Sheffield Wednesday | The Hawthorns      | 1 de noviembre | TBD |
| Wrexham              | vs. | Coventry City       | Racecourse Ground  | 1 de noviembre | TBD |

| Birmingham City     | vs. | Millwall             | St Andrew's            | 4 de noviembre | TBD |
| Bristol City        | vs. | Blackburn Rovers     | Ashton Gate Stadium    | 4 de noviembre | TBD |
| Charlton Athletic   | vs. | West Bromwich Albion | The Valley             | 4 de noviembre | TBD |
| Coventry City       | vs. | Sheffield United     | Building Society Arena | 4 de noviembre | TBD |
| Derby County        | vs. | Hull City            | Pride Park Stadium     | 4 de noviembre | TBD |
| Ipswich Town        | vs. | Watford              | Portman Road           | 4 de noviembre | TBD |
| Leicester City      | vs. | Middlesbrough        | King Power Stadium     | 4 de noviembre | TBD |
| Oxford United       | vs. | Stoke City           | Kassam Stadium         | 4 de noviembre | TBD |
| Portsmouth          | vs. | Wrexham              | Fratton Park           | 4 de noviembre | TBD |
| Preston North End   | vs. | Swansea City         | Deepdale               | 4 de noviembre | TBD |
| Queens Park Rangers | vs. | Southampton          | Loftus Road            | 4 de noviembre | TBD |
| Sheffield Wednesday | vs. | Norwich City         | Hillsborough Stadium   | 4 de noviembre | TBD |

| Blackburn Rovers     | vs. | Derby County        | Ewood Park        | 8 de noviembre | TBD |
| Hull City            | vs. | Portsmouth          | MKM Stadium       | 8 de noviembre | TBD |
| Middlesbrough        | vs. | Birmingham City     | Riverside Stadium | 8 de noviembre | TBD |
| Millwall             | vs. | Preston North End   | The Den           | 8 de noviembre | TBD |
| Norwich City         | vs. | Leicester City      | Carrow Road       | 8 de noviembre | TBD |
| Sheffield United     | vs. | Queens Park Rangers | Bramall Lane      | 8 de noviembre | TBD |
| Southampton          | vs. | Sheffield Wednesday | St Mary's Stadium | 8 de noviembre | TBD |
| Stoke City           | vs. | Coventry City       | Bet365 Stadium    | 8 de noviembre | TBD |
| Swansea City         | vs. | Ipswich Town        | Liberty Stadium   | 8 de noviembre | TBD |
| Watford              | vs. | Bristol City        | Vicarage Road     | 8 de noviembre | TBD |
| West Bromwich Albion | vs. | Oxford United       | The Hawthorns     | 8 de noviembre | TBD |
| Wrexham              | vs. | Charlton Athletic   | Racecourse Ground | 8 de noviembre | TBD |

| Birmingham City     | vs. | Norwich City         | St Andrew's            | 22 de noviembre | TBD |
| Bristol City        | vs. | Swansea City         | Ashton Gate Stadium    | 22 de noviembre | TBD |
| Charlton Athletic   | vs. | Southampton          | The Valley             | 22 de noviembre | TBD |
| Coventry City       | vs. | West Bromwich Albion | Building Society Arena | 22 de noviembre | TBD |
| Derby County        | vs. | Watford              | Pride Park Stadium     | 22 de noviembre | TBD |
| Ipswich Town        | vs. | Wrexham              | Portman Road           | 22 de noviembre | TBD |
| Leicester City      | vs. | Stoke City           | King Power Stadium     | 22 de noviembre | TBD |
| Oxford United       | vs. | Middlesbrough        | Kassam Stadium         | 22 de noviembre | TBD |
| Portsmouth          | vs. | Millwall             | Fratton Park           | 22 de noviembre | TBD |
| Preston North End   | vs. | Blackburn Rovers     | Deepdale               | 22 de noviembre | TBD |
| Queens Park Rangers | vs. | Hull City            | Loftus Road            | 22 de noviembre | TBD |
| Sheffield Wednesday | vs. | Sheffield United     | Hillsborough Stadium   | 22 de noviembre | TBD |

| Hull City            | vs. | Ipswich Town        | MKM Stadium       | 25 de noviembre | TBD |
| Middlesbrough        | vs. | Coventry City       | Riverside Stadium | 25 de noviembre | TBD |
| Millwall             | vs. | Sheffield Wednesday | The Den           | 25 de noviembre | TBD |
| Sheffield United     | vs. | Portsmouth          | Bramall Lane      | 25 de noviembre | TBD |
| Southampton          | vs. | Leicester City      | St Mary's Stadium | 25 de noviembre | TBD |
| Stoke City           | vs. | Charlton Athletic   | Bet365 Stadium    | 25 de noviembre | TBD |
| Swansea City         | vs. | Derby County        | Liberty Stadium   | 25 de noviembre | TBD |
| Watford              | vs. | Preston North End   | Vicarage Road     | 25 de noviembre | TBD |
| Blackburn Rovers     | vs. | Queens Park Rangers | Ewood Park        | 25 de noviembre | TBD |
| Norwich City         | vs. | Oxford United       | Carrow Road       | 25 de noviembre | TBD |
| West Bromwich Albion | vs. | Birmingham City     | The Hawthorns     | 25 de noviembre | TBD |
| Wrexham              | vs. | Bristol City        | Racecourse Ground | 25 de noviembre | TBD |

| Birmingham City      | vs. | Watford             | St Andrew's            | 29 de noviembre | TBD |
| Coventry City        | vs. | Charlton Athletic   | Building Society Arena | 29 de noviembre | TBD |
| Leicester City       | vs. | Sheffield United    | King Power Stadium     | 29 de noviembre | TBD |
| Middlesbrough        | vs. | Derby County        | Riverside Stadium      | 29 de noviembre | TBD |
| Millwall             | vs. | Southampton         | The Den                | 29 de noviembre | TBD |
| Norwich City         | vs. | Queens Park Rangers | Carrow Road            | 29 de noviembre | TBD |
| Oxford United        | vs. | Ipswich Town        | Kassam Stadium         | 29 de noviembre | TBD |
| Portsmouth           | vs. | Bristol City        | Fratton Park           | 29 de noviembre | TBD |
| Sheffield Wednesday  | vs. | Preston North End   | Hillsborough Stadium   | 29 de noviembre | TBD |
| Stoke City           | vs. | Hull City           | Bet365 Stadium         | 29 de noviembre | TBD |
| West Bromwich Albion | vs. | Swansea City        | The Hawthorns          | 29 de noviembre | TBD |
| Wrexham              | vs. | Blackburn Rovers    | Racecourse Ground      | 29 de noviembre | TBD |

| Blackburn Rovers    | vs. | Sheffield Wednesday  | Ewood Park          | 6 de diciembre | TBD |
| Bristol City        | vs. | Millwall             | Ashton Gate Stadium | 6 de diciembre | TBD |
| Charlton Athletic   | vs. | Portsmouth           | The Valley          | 6 de diciembre | TBD |
| Derby County        | vs. | Leicester City       | Pride Park Stadium  | 6 de diciembre | TBD |
| Hull City           | vs. | Middlesbrough        | MKM Stadium         | 6 de diciembre | TBD |
| Ipswich Town        | vs. | Coventry City        | Portman Road        | 6 de diciembre | TBD |
| Preston North End   | vs. | Wrexham              | Deepdale            | 6 de diciembre | TBD |
| Queens Park Rangers | vs. | West Bromwich Albion | Loftus Road         | 6 de diciembre | TBD |
| Sheffield United    | vs. | Stoke City           | Bramall Lane        | 6 de diciembre | TBD |
| Southampton         | vs. | Birmingham City      | St Mary's Stadium   | 6 de diciembre | TBD |
| Swansea City        | vs. | Oxford United        | Liberty Stadium     | 6 de diciembre | TBD |
| Watford             | vs. | Norwich City         | Vicarage Road       | 6 de diciembre | TBD |

| Blackburn Rovers    | vs. | Oxford United        | Ewood Park          | 9 de diciembre | TBD |
| Charlton Athletic   | vs. | Middlesbrough        | The Valley          | 9 de diciembre | TBD |
| Preston North End   | vs. | Coventry City        | Deepdale            | 9 de diciembre | TBD |
| Queens Park Rangers | vs. | Birmingham City      | Loftus Road         | 9 de diciembre | TBD |
| Sheffield United    | vs. | Norwich City         | Bramall Lane        | 9 de diciembre | TBD |
| Southampton         | vs. | West Bromwich Albion | St Mary's Stadium   | 9 de diciembre | TBD |
| Swansea City        | vs. | Portsmouth           | Liberty Stadium     | 9 de diciembre | TBD |
| Watford             | vs. | Sheffield Wednesday  | Vicarage Road       | 9 de diciembre | TBD |
| Bristol City        | vs. | Leicester City       | Ashton Gate Stadium | 9 de diciembre | TBD |
| Derby County        | vs. | Millwall             | Pride Park Stadium  | 9 de diciembre | TBD |
| Hull City           | vs. | Wrexham              | MKM Stadium         | 9 de diciembre | TBD |
| Ipswich Town        | vs. | Stoke City           | Portman Road        | 9 de diciembre | TBD |

| Birmingham City      | vs. | Charlton Athletic   | St Andrew's            | 13 de diciembre | TBD |
| Coventry City        | vs. | Bristol City        | Building Society Arena | 13 de diciembre | TBD |
| Leicester City       | vs. | Ipswich Town        | King Power Stadium     | 13 de diciembre | TBD |
| Middlesbrough        | vs. | Queens Park Rangers | Riverside Stadium      | 13 de diciembre | TBD |
| Millwall             | vs. | Hull City           | The Den                | 13 de diciembre | TBD |
| Norwich City         | vs. | Southampton         | Carrow Road            | 13 de diciembre | TBD |
| Oxford United        | vs. | Preston North End   | Kassam Stadium         | 13 de diciembre | TBD |
| Portsmouth           | vs. | Blackburn Rovers    | Fratton Park           | 13 de diciembre | TBD |
| Sheffield Wednesday  | vs. | Derby County        | Hillsborough Stadium   | 13 de diciembre | TBD |
| Stoke City           | vs. | Swansea City        | Bet365 Stadium         | 13 de diciembre | TBD |
| West Bromwich Albion | vs. | Sheffield United    | The Hawthorns          | 13 de diciembre | TBD |
| Wrexham              | vs. | Watford             | Racecourse Ground      | 13 de diciembre | TBD |

| Blackburn Rovers    | vs. | Millwall             | Ewood Park          | 20 de diciembre | TBD |
| Bristol City        | vs. | Middlesbrough        | Ashton Gate Stadium | 20 de diciembre | TBD |
| Charlton Athletic   | vs. | Oxford United        | The Valley          | 20 de diciembre | TBD |
| Derby County        | vs. | Portsmouth           | Pride Park Stadium  | 20 de diciembre | TBD |
| Hull City           | vs. | West Bromwich Albion | MKM Stadium         | 20 de diciembre | TBD |
| Ipswich Town        | vs. | Sheffield Wednesday  | Portman Road        | 20 de diciembre | TBD |
| Preston North End   | vs. | Norwich City         | Deepdale            | 20 de diciembre | TBD |
| Queens Park Rangers | vs. | Leicester City       | Loftus Road         | 20 de diciembre | TBD |
| Sheffield United    | vs. | Birmingham City      | Bramall Lane        | 20 de diciembre | TBD |
| Southampton         | vs. | Coventry City        | St Mary's Stadium   | 20 de diciembre | TBD |
| Swansea City        | vs. | Wrexham              | Liberty Stadium     | 20 de diciembre | TBD |
| Watford             | vs. | Stoke City           | Vicarage Road       | 20 de diciembre | TBD |

| Birmingham City      | vs. | Derby County        | St Andrew's            | 26 de diciembre | TBD |
| Coventry City        | vs. | Swansea City        | Building Society Arena | 26 de diciembre | TBD |
| Leicester City       | vs. | Watford             | King Power Stadium     | 26 de diciembre | TBD |
| Middlesbrough        | vs. | Blackburn Rovers    | Riverside Stadium      | 26 de diciembre | TBD |
| Millwall             | vs. | Ipswich Town        | The Den                | 26 de diciembre | TBD |
| Norwich City         | vs. | Charlton Athletic   | Carrow Road            | 26 de diciembre | TBD |
| Oxford United        | vs. | Southampton         | Kassam Stadium         | 26 de diciembre | TBD |
| Portsmouth           | vs. | Queens Park Rangers | Fratton Park           | 26 de diciembre | TBD |
| Sheffield Wednesday  | vs. | Hull City           | Hillsborough Stadium   | 26 de diciembre | TBD |
| Stoke City           | vs. | Preston North End   | Bet365 Stadium         | 26 de diciembre | TBD |
| West Bromwich Albion | vs. | Bristol City        | The Hawthorns          | 26 de diciembre | TBD |
| Wrexham              | vs. | Sheffield United    | Racecourse Ground      | 26 de diciembre | TBD |

### Tabla de resultados cruzados
| Local \ Visitante    | BIR | BLA | BRI | CHA | COV | DER | HUL | IPS | LEI | MID | MIL | NOR | OXF | POR | PNE | QPR | SHU | SHW | SOU | STO | SWA | WAT | WBA | WRX |
| -------------------- | --- | --- | --- | --- | --- | --- | --- | --- | --- | --- | --- | --- | --- | --- | --- | --- | --- | --- | --- | --- | --- | --- | --- | --- |
| Birmingham City      | —   |     |     |     |     |     |     | 1–1 |     |     |     |     |     |     |     |     |     |     |     |     |     |     |     |     |
| Blackburn Rovers     | 1–2 | —   |     |     |     |     |     |     |     |     |     |     |     |     |     |     |     |     |     |     |     |     |     |     |
| Bristol City         |     |     | —   | 0–0 |     |     |     |     |     |     |     |     |     |     |     |     |     |     |     |     |     |     |     |     |
| Charlton Athletic    |     |     |     | —   |     |     |     |     |     |     |     |     |     |     |     |     |     |     |     |     |     | 1–0 |     |     |
| Coventry City        |     |     |     |     | —   |     | 0–0 |     | a   |     |     |     |     |     |     |     |     |     |     |     |     |     |     |     |
| Derby County         |     |     |     |     | 3–5 | —   |     |     |     |     |     |     |     |     |     |     |     |     |     |     |     |     |     |     |
| Hull City            |     |     |     |     |     |     | —   |     |     |     |     |     | 3–2 |     |     |     |     |     |     |     |     |     |     |     |
| Ipswich Town         |     |     |     |     |     |     |     | —   |     |     |     |     |     |     |     |     |     |     | 1–1 |     |     |     |     |     |
| Leicester City       |     |     |     |     | a   |     |     |     | —   |     |     |     |     |     |     |     |     | 2–1 |     |     |     |     |     |     |
| Middlesbrough        |     |     |     |     |     |     |     |     |     | —   |     |     |     |     |     |     |     |     |     |     | 1–0 |     |     |     |
| Millwall             |     |     |     |     |     |     |     |     |     | 0–3 | —   |     |     |     |     |     |     |     |     |     |     |     |     |     |
| Norwich City         |     |     |     |     |     |     |     |     |     |     | 1–2 | —   |     |     |     |     |     |     |     |     |     |     |     |     |
| Oxford United        |     |     |     |     |     |     |     |     |     |     |     |     | —   | 0–1 |     |     |     |     |     |     |     |     |     |     |
| Portsmouth           |     |     |     |     |     |     |     |     |     |     |     | 1–2 |     | —   |     |     |     |     |     |     |     |     |     |     |
| Preston North End    |     |     |     |     |     |     |     |     | 2–1 |     |     |     |     |     | —   |     |     |     |     |     |     |     |     |     |
| Queens Park Rangers  |     |     |     |     |     |     |     |     |     |     |     |     |     |     | 1–1 | —   |     |     |     |     |     |     |     |     |
| Sheffield United     |     |     | 1–4 |     |     |     |     |     |     |     |     |     |     |     |     |     | —   |     |     |     |     |     |     |     |
| Sheffield Wednesday  |     |     |     |     |     |     |     |     |     |     |     |     |     |     |     |     |     | —   |     | 0–3 |     |     |     |     |
| Southampton          |     |     |     |     |     |     |     |     |     |     |     |     |     |     |     |     |     |     | —   |     |     |     |     | 2–1 |
| Stoke City           |     |     |     |     |     | 3–1 |     |     |     |     |     |     |     |     |     |     |     |     |     | —   |     |     |     |     |
| Swansea City         |     |     |     |     |     |     |     |     |     |     |     |     |     |     |     |     | 1–0 |     |     |     | —   |     |     |     |
| Watford              |     |     |     |     |     |     |     |     |     |     |     |     |     |     |     | 2–1 |     |     |     |     |     | —   |     |     |
| West Bromwich Albion |     | 1–0 |     |     |     |     |     |     |     |     |     |     |     |     |     |     |     |     |     |     |     |     | —   |     |
| Wrexham              |     |     |     |     |     |     |     |     |     |     |     |     |     |     |     |     |     |     |     |     |     |     | 2–3 | —   |

## Play-Offs
- Los horarios corresponden al huso horario de verano británico (UTC+1).

### Cuadro
|  | Semifinales                              | Semifinales                              | Semifinales                              | Semifinales                              |  |  | Final        | Final        | Final        |  |
|  | mayo de 2026 (ida) mayo de 2026 (vuelta) | mayo de 2026 (ida) mayo de 2026 (vuelta) | mayo de 2026 (ida) mayo de 2026 (vuelta) | mayo de 2026 (ida) mayo de 2026 (vuelta) |  |  | mayo de 2026 | mayo de 2026 | mayo de 2026 |  |
|  |                                          |                                          |                                          |                                          |  |  |              |              |              |  |
|  |                                          |                                          |                                          |                                          |  |  |              |              |              |  |
|  | 3                                        |                                          |                                          |                                          |  |  |              |              |              |  |
|  |                                          |                                          |                                          |                                          |  |  |              |              |              |  |
|  | 6                                        |                                          |                                          |                                          |  |  |              |              |              |  |
|  |                                          |                                          |                                          |                                          |  |  |              |              |              |  |
|  |                                          |                                          |                                          |                                          |  |  |              |              |              |  |
|  |                                          |                                          |                                          |                                          |  |  |              |              |              |  |
|  | 4                                        |                                          |                                          |                                          |  |  |              |              |              |  |
|  |                                          |                                          |                                          |                                          |  |  |              |              |              |  |
|  | 5                                        |                                          |                                          |                                          |  |  |              |              |              |  |
|  |                                          |                                          |                                          |                                          |  |  |              |              |              |  |
|  |                                          |                                          |                                          |                                          |  |  |              |              |              |  |

### Semifinales
| Ida; mayo de 2026 |  | vs. |  |  |  |

| Vuelta; mayo de 2026 |  | vs. |  |  |  |

| Ida; mayo de 2026 |  | vs. |  |  |  |

| Vuelta; mayo de 2026 |  | vs. |  |  |  |

### Final
| mayo de 2026 |  | vs. |  | Wembley, Londres |  |

|  | v.s |

## Datos y estadísticas

### Máximos goleadores
Actualizado el 17 de agosto de 2025.
| Pos. | Jugador           | Equipo               | Goles | Part. | Prom. |
| ---- | ----------------- | -------------------- | ----- | ----- | ----- |
| 1    | Isaac Price       | West Bromwich Albion | 3     | 2     | 1.5   |
| 2    | Scott Twine       | Bristol City         | 2     | 2     | 1     |
| =    | Million Manhoef   | Stoke City           | 2     | 2     | 1     |
| =    | Jay Stansfield    | Birmingham City      | 2     | 2     | 1     |
| =    | Adrian Segecic    | Portsmouth           | 2     | 2     | 1     |
| =    | Carlton Morris    | Derby County         | 2     | 2     | 1     |
| =    | Milutin Osmajić   | Preston North End    | 2     | 2     | 1     |
| =    | Divin Mubama      | Stoke City           | 2     | 2     | 1     |
| =    | Luca Kjerrumgaard | Watford              | 2     | 2     | 1     |
| =    | Josh Sargent      | Norwich City         | 2     | 2     | 1     |

### Máximos asistentes
Actualizado el 17 de agosto de 2025.
| Pos. | Jugador           | Equipo               | Asistencias | Part. | Prom. |
| ---- | ----------------- | -------------------- | ----------- | ----- | ----- |
| 1    | Sorba Thomas      | Stoke City           | 3           | 2     | 1.5   |
| 2    | Mikey Johnston    | West Bromwich Albion | 2           | 1     | 2     |
| 3    | Oliver McBurnie   | Hull City            | 2           | 2     | 1     |
| =    | Bilal El Khannous | Leicester City       | 2           | 2     | 1     |
| =    | Morgan Whittaker  | Middlesbrough        | 2           | 2     | 1     |
| =    | Milan Van Ewijk   | Coventry City        | 2           | 2     | 1     |

Un asterisco muestra los jugadores que jugaron para dos equipos en la misma temporada.

### Autogoles
| Fecha | Jugador | Minuto | Local | Resultado | Visitante | Jornada |
| ----- | ------- | ------ | ----- | --------- | --------- | ------- |

### Hat-tricks o pókers
Aquí se encuentra la lista de hat-tricks y póker de goles (en general, tres o más goles marcados por un jugador en un mismo encuentro) conseguidos en la temporada.
| Fecha | Jugador | Goles | Local | Resultado | Visitante | Jornada |
| ----- | ------- | ----- | ----- | --------- | --------- | ------- |

## Premios

### Premios mensuales
| Mes | Entrenador del mes | Entrenador del mes | Jugador del mes | Jugador del mes | Gol del mes | Gol del mes |
| Mes | Técnico            | Equipo             | Jugador         | Equipo          | Jugador     | Equipo      |
| --- | ------------------ | ------------------ | --------------- | --------------- | ----------- | ----------- |

## Fichajes

### Fichajes más caros del mercado de verano
| Jugador              | Club de destino      | Club de origen | Precio (€) | Ref.   |
| -------------------- | -------------------- | -------------- | ---------- | ------ |
| Azor Matusiwa        | Ipswich Town         | Stade Rennes   | 11.500.000 | [ 34 ] |
| Kyōgo Furuhashi      | Birmingham City      | Stade Rennes   | 9.000.000  | [ 35 ] |
| Mathias Kvistgaarden | Norwich City         | Brøndby        | 8.000.000  | [ 36 ] |
| Damion Downs         | Southampton          | Colonia        | 8.000.000  | [ 37 ] |
| Patrick Agyemang     | Derby County         | Charlotte      | 6.900.000  | [ 38 ] |
| Josh Coburn          | Millwall             | Middlesbrough  | 6.400.000  | [ 39 ] |
| Zeidane Inoussa      | Swansea City         | Häcken         | 6.000.000  | [ 40 ] |
| Aune Heggebø         | West Bromwich Albion | Brann          | 5.500.000  | [ 41 ] |
| Papa Amadou Diallo   | Norwich City         | Metz           | 5.000.000  | [ 42 ] |
| Kaine Kesler-Hayden  | Coventry City        | Aston Villa    | 4.000.000  | [ 43 ] |

| Datos actualizados a 9 de agosto de 2025. Fuentes: |

### Fichajes más caros del mercado de invierno
| Jugador | Club de destino | Club de origen | Precio (€) | Ref. |
| ------- | --------------- | -------------- | ---------- | ---- |